# Lista chorążych reprezentacji Jemenu Północnego na igrzyskach olimpijskich
Lista chorążych reprezentacji Jemenu Północnego na igrzyskach olimpijskich – lista zawodników i zawodniczek reprezentacji Jemenu Północnego, którzy podczas ceremonii otwarcia nowożytnych igrzysk olimpijskich nieśli flagę narodową.

## Chronologiczna lista chorążych
| Lp. | Rok i miejsce     | Chorąży        | Dyscyplina |
| --- | ----------------- | -------------- | ---------- |
| 1   | 1984, Los Angeles | Ahmed Al-Ozari | -          |
| 2   | 1988, Seul        | b.d.           | b.d.       |